# Refugi contra incendis

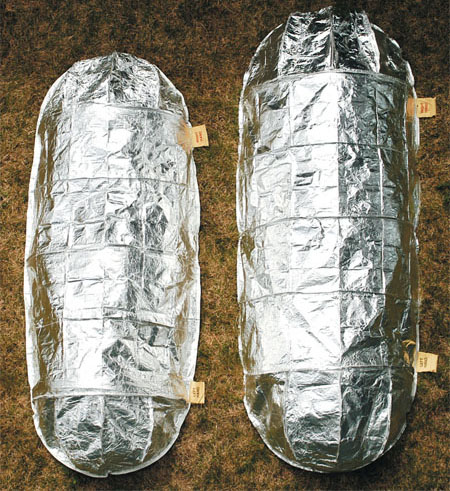
Refugis contra els incendis emesos pel govern dels Estats Units d'Amèrica

Un refugi contra incendis és un dispositiu de seguretat d'últim recurs utilitzat pels bombers forestals quan queden atrapats o rodejats pels incendis forestals. Si bé un refugi d'aquest tipus no pot suportar el contacte directe amb les flames, pot protegir la vida d'un bomber en un incendi de curta durada. A més, està dissenyat per a reflectir la temperatura radiant, protegir contra la calor penetrant i atrapar l'aire respirable (la majoria de les morts dels bombers es deuen a la inhalació de gasos calents) perquè els bombers puguin sobreviure en àrees no cremades envoltades de foc intens durant més d'una hora.
Requerits per primera vegada als els Estats Units l'any 1977, els refugis contra incendis estan construïts amb capes de paper d'alumini, sílice teixida i fibra de vidre. Quan es desplega, les seves dimensions màximes són 86 polzades x 15,5 polzades x 31 polzades (aproximadament 218,44 cm x 39,37 cm x 78,74 cm) i té la forma d'un monticle. Quan el refugi està empaquetat en el seu estoig de transport, les seves dimensions són aproximadament 21,59 cm x 13,97 cm x 10,16 cm (8,5 x 5,5 x 4 polzades). El refugi contra incendis de nova generació es va desenvolupar l'any 2002 per a reemplaçar el refugi contra incendis antic que té la forma d'una tenda de campanya i té el seu estoig de transport. Les seves dimensions són més petites que les del refugi de la vella generació, ara pesen aproximadament 2,0 kg
El primer ús conegut d'un refugi contra incendis va ser l'any 1804, quan un nen es va salvar d'un incendi en un prat quan la seva mare el va cobrir amb una pell de bisó fresca. William Clark va anotar en el seu diari que el foc no va cremar la gespa al voltant del nen. Als Estats Units, els bombers forestals van començar a utilitzar refugis contra incendis a finals de la dècada del 1960 i han demostrat ser extremadament efectius. En més de 1.200 usos fins a l'any 2013, només s'havien produït 41 morts.